# Blennidus waterhousei
Blennidus waterhousei là một loài bọ chân chạy thuộc phân họ Pterostichinae. Loài này được Vandyke mô tả năm 1953.